# Dr. Bull
Dr. Bull ist eine US-amerikanische Filmkomödie aus dem Jahr 1933 von John Ford mit Will Rogers in der Titelrolle. Der Pre-Code-Film wurde von der Fox Film Corporation produziert und basiert auf dem 1933 veröffentlichten Roman The Last Adam von James Gould Cozzens.

## Handlung
In der Kleinstadt New Vinton sind die abendlichen Hausbesuche des Arztes Dr. George Bull bei der Witwe Janet Cardmaker schon seit fünf Jahren Klatschthema Nr. 1. Dr. Bull lebt mit seiner Tante Myra zusammen, deren Angewohnheit, den Telefonhörer nicht aufzulegen, schon zu einigen Irritationen bei den anrufenden Patienten gesorgt hat. Dr. Bull hat sehr viel zu tun. Mal muss er sich um eingebildete Krankheiten kümmern, wie z. B. bei dem hypochondrischen Eisverkäufer Larry Ward, mal um Herausforderungen wie dem frisch verheirateten Joe Tupping, dessen Beine nach einem Sturz gelähmt sind. Nachdem Dr. Bull die ganze Nacht die Geburt eines Kindes beaufsichtigt hat, kommt er verspätet zu einem Hausbesuch bei Janets Bruder Herbert Banning, der sofort seine Kompetenz in Frage stellt. Herberts Tochter Virginia ist von ihrem Freund, einem Footballspieler, schwanger. Sie hat Angst vor ihren Eltern, die sie mit dem Sohn eines Senators verheiraten wollen. Sie vertraut sich dem Arzt an, der sie überzeugt, den Footballspieler zu heiraten.
Tante Myra findet bei einer Patientin durch deren Geruch heraus, dass sie mit Typhus infiziert ist. Dr. Bull vermutet, dass dafür verschmutztes Wasser aus einem von Herbert gebauten Kraftwerk verantwortlich ist. Der Arzt hatte beim Bau bemängelt, dass das Kraftwerk direkt neben dem Trinkwasser-Reservoir der Stadt errichtet wurde, sein Einwurf wurde jedoch ignoriert. Sein Kollege Dr. Varney bestätigt nach einer Laboruntersuchung, dass es sich um Typhus handelt. Die aufgebrachten Einwohner sehen in Dr. Bull als Gesundheits-Beauftragten der Stadt den Verantwortlichen, weil er den Bau des Kraftwerks nicht verhindert hat. Zwar wird er von Janet verteidigt, hegt jedoch Zweifel an seiner Zuversicht. Dennoch will er Joe weiter behandeln und verabreicht ihm ein Serum, das er für eine erkrankte Kuh aus Janets Zucht entwickelt hat. Schon bald geht Joes Fieber zurück. Langsam spürt er seine Beine wieder.
Gerade als Dr. Bull Janet einen Antrag machen will, erscheint Larry in Begleitung zweier Männer. Es sind die Brüder der Frau, um die sich Larry bemüht, und die nun verlangen, dass er sie heiratet. Der Arzt schickt nach einem Geistlichen, der das Paar vermählt. Kurze Zeit später berichtet die Presse über das neu entwickelte Serum. Dr. Bull und Janet, mittlerweile ebenfalls verheiratet, besteigen einen Zug, um in die Flitterwochen zu fahren, ebenso Larry und seine Frau. Joe ist mit einem Krückstock zum Bahnhof gekommen, um ihm mit seiner Frau May zum Abschied zu winken.

## Entstehung und Veröffentlichung
Gedreht wurde der Film vom 5. Juni bis Mitte Juli 1933. William S. Darling oblag die künstlerische Leitung.
Das Magazin Motion Picture Daily veröffentlichte eine Anekdote, die sich während der Dreharbeiten zugetragen hat. Auf den Vorschlag der Autoren, eine Szene aus einem anderen Winkel neu zu drehen, antwortete Regisseur Ford, sie mögen sich an Will Rogers wenden, der den Großteil der Regie übernommen hat.
Nach Einwänden der Zensurbehörde wurden einige Änderungen am Drehbuch vorgenommen. So wurde das Thema Abtreibung im Gespräch zwischen Dr. Bull und Virginia Banning fallen gelassen. Larry Ward wurde zu einem Hypochonder gemacht, zuvor litt er an einer Geschlechtskrankheit.
Für den Film wurde Andy Devine von  Columbia Pictures ausgeliehen. In kleinen nicht im Abspann erwähnten Nebenrollen traten John Fords Bruder Francis Ford, Mary Gordon, Ethel Griffies, Otis Harlan, Marcia Mae Jones, Charles Middleton, Sarah Padden und Robert Parrish auf.
Die Premiere des Films fand am 1. September 1933 in Salt Lake City statt. In der Bundesrepublik Deutschland wurde er am 21. September 1976 im deutschen Fernsehen ausgestrahlt.

## Kritiken
„John-Ford-Film mit dem 30er-Jahre-Star Will Rogers, der vor allem von der humorvoll gezeichneten Hauptfigur und dem visuellen Gespür des Regisseurs lebt.“

Die Variety beschrieb den Film als sentimentale Komödie, deren Humor oft zart und überzeugend sei. Von der künstlerischen Seite her werde das Thema jedoch uneinheitlich behandelt. Die Komödienelemente seien nicht gut ausbalanciert.
Für den Kritiker des TV Guide war Will Rogers die perfekte Besetzung. John Ford zeige sein visuelles Gespür.